# ناوگان سوم ایالات متحده آمریکا
ناوگان سوم ایالات متحده (انگلیسی: United States Third Fleet) یکی از ناوگان‌های شماره گذاری شده در نیروی نیروی دریایی ایالات متحده آمریکا است. منطقه مسئولیت ناوگان سوم تقریباً پنجاه میلیون مایل مربع از مناطق شرقی و شمالی اقیانوس آرام شامل دریای برینگ، آلاسکا، جزایر آلیوتی و بخشی از قطب شمال را شامل می‌شود. عمده خطوط ارتباطی نفت و تجاری دریایی در این منطقه برای سلامت اقتصادی ایالات متحده و کشورهای دوست در سراسر منطقه حاشیه اقیانوس آرام بسیار مهم است.